# Liste des unités de l'Armée de terre française en activité
Cet article est une liste des unités en activité dans l’Armée de terre française.

## Les grands commandeurs
- État-major de l'Armée de terre (EMAT) - Paris
- Commandement du combat futur (CCF) - Paris
- Inspection de l'Armée de terre (IAT) - Paris
- Commandement de la force et des opérations terrestres (CFOT) - Lille
- Direction centrale de la Structure intégrée du maintien en condition opérationnelle des matériels terrestres (DC SIMMT) - Versailles
- Direction des ressources humaines de l'Armée de terre (DRHAT) - Tours
- Commandement territorial de niveau zonal (COM ZT) comportant six « zones Terre » à Saint-Germain-en-Laye, Metz, Rennes, Lyon, Bordeaux et Marseille

## Les états-majors decorps d'armée
- Corps européen (Eurocorps) - Strasbourg
- Corps de réaction rapide-France (CRR-Fr) - Lille

## Lesdivisions
- 1re division (1re DIV) - Besançon
- 3e division (3e DIV) - Marseille

## Les commandements spécialisés

### Commandements Alpha
- Commandement de l’appui et de la logistique de théâtre (CALT) - Lille
- Commandement des actions dans la profondeur et du renseignement (CAPR) - Strasbourg
- Commandement des actions spéciales terre (CAST) - Pau
- Commandement de l'appui terrestre numérique et cyber (CATNC) - Cesson-Sévigné

### Autres commandements et services
- Commandement de l'Aviation légère de l'Armée de terre (COM ALAT) - Metz
- Commandement de l'entrainement au combat interarmes (COM ECIA) - Mourmelon-le-Grand
- Commandement de la Légion étrangère (COM LE) - Aubagne
- Service de la maintenance industrielle terrestre (SMITer) - Versailles

## Lesbrigades
- 2e brigade blindée (2e BB) - Strasbourg
- 4e brigade d'aérocombat (4e BAC) - Clermont-Ferrand
- 6e brigade légère blindée (6e BLB) - Nîmes
- 7e brigade blindée (7e BB) - Besançon
- 9e brigade d'infanterie de marine (9e BIMa) - Poitiers
- 11e brigade parachutiste (11e BP) - Balma
- 19e brigade d'artillerie (19e BART) - Béligneux
- 27e brigade d'infanterie de montagne (27e BIM) - Grenoble
- Brigade d'appui numérique et du cyber (BANC) - Cesson-Sévigné
- Brigade franco-allemande (BFA) - Müllheim (Allemagne)
- Brigade du génie (BGen) - Angers
- Brigade logistique (BLOG) - Monthléry
- Brigade de maintenance (BMAI) - Versailles
- Brigade de renseignement et cyber-électronique (BRCE) - Strasbourg

## Les unités et détachements

### Infanterie

#### Infanterie de ligne
- 1er régiment d'infanterie (1er RI) - Sarrebourg
- 24e régiment d'infanterie (24e RI) - Versailles
- 35e régiment d'infanterie (35e RI) - Belfort

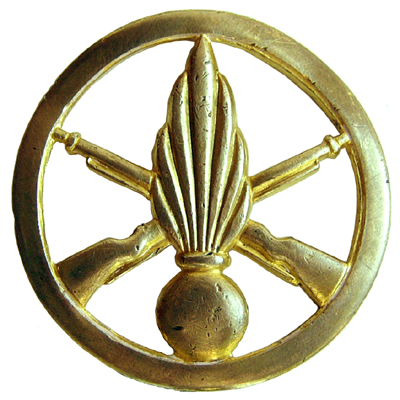
Insigne de béret de l'infanterie de ligne.

- 44e régiment d'infanterie (44e RI) - Paris, régiment administratif support de la Direction générale de la Sécurité extérieure
- 92e régiment d'infanterie (92e RI) - Clermont-Ferrand
- 126e régiment d'infanterie (126e RI) - Brive-la-Gaillarde
- 132e régiment d'infanterie cynotechnique (132e RIC) - Suippes
- 152e régiment d'infanterie (152e RI) - Colmar

#### Tirailleurs
- 1er régiment de tirailleurs (1er RTir) - Épinal

#### Chasseurs
- 16e bataillon de chasseurs à pied (16e BCP) - Bitche

Parachutistes :
- 1er régiment de chasseurs parachutistes (1er RCP) - Pamiers

#### Troupes de Montagne-Chasseurs alpins

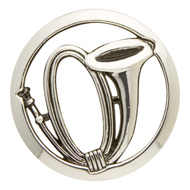
Insigne de béret des chasseurs.

- 7e bataillon de chasseurs alpins (7e BCA) - Varces-Allières-et-Risset
- 13e bataillon de chasseurs alpins (13e BCA) - Barby
- 27e bataillon de chasseurs alpins (27e BCA) - Cran-Gevrier

#### Troupes de marine
- 2e régiment d'infanterie de marine (2e RIMa) - Champagné
- 3e régiment d'infanterie de marine (3e RIMa) - Vannes

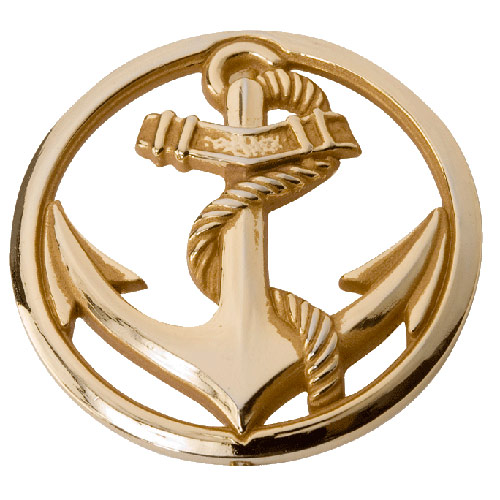
Insigne de béret des Troupes de marine.

- 5e régiment interarmes d'outre-mer (5e RIAOM) - Djibouti (République de Djibouti), ex-5e régiment d'infanterie de marine
- 9e régiment d'infanterie de marine (9e RIMa) - Cayenne (Guyane)
- 21e régiment d'infanterie de marine (21e RIMa) - Fréjus
- 33e régiment d'infanterie de marine (33e RIMa) - Fort-de-France (Martinique) et Baie-Mahault (Guadeloupe)
- Régiment d'infanterie de marine du Pacifique - Nouvelle-Calédonie (RIMaP-NC) - Nouvelle-Calédonie
- Régiment d'infanterie de marine du Pacifique - Polynésie (RIMaP-P) - Polynésie française
- Régiment de marche du Tchad (RMT) - Meyenheim

Parachutistes :
- 1er régiment de parachutistes d'infanterie de marine (1er RPIMa) - Bayonne, ex-2e régiment de chasseurs parachutistes
- 2e régiment de parachutistes d'infanterie de marine (2e RPIMa) - Saint-Pierre (La Réunion)
- 3e régiment de parachutistes d'infanterie de marine (3e RPIMa) - Carcassonne
- 8e régiment de parachutistes d'infanterie de marine (8e RPIMa) - Castres

#### Légion étrangère

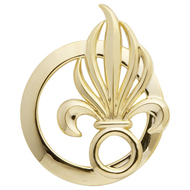
Insigne de béret de la Légion étrangère.

- 1er régiment étranger (1er RE) - Aubagne, régiment administratif
- 2e régiment étranger d'infanterie (2e REI) - Nîmes
- 3e régiment étranger d'infanterie (3e REI) - Kourou (Guyane)
- 5e régiment étranger (5e RE) - Dzaoudzi (Mayotte)
- 13e demi-brigade de Légion étrangère (13e DBLE) - La Cavalerie

Parachutistes :
- 2e régiment étranger de parachutistes (2e REP) - Calvi

### Arme blindée et cavalerie

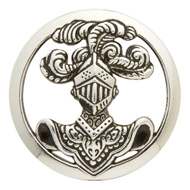
Insigne de béret de l'arme blindée cavalerie.

- 1er régiment de chasseurs (1er RCh) - Thierville-sur-Meuse
- 1er régiment de spahis (1er RS) - Valence
- 2e régiment de dragons (2e RD) - Fontevraud-l'Abbaye, régiment de défense NRBC
- 2e régiment de hussards (2e RH) - Haguenau, régiment blindé de recherche du renseignement
- 3e régiment de hussards (3e RH) - Metz
- 5e régiment de cuirassiers (5e RC) - Abou Dabi (Émirats arabes unis)
- 5e régiment de dragons (5e RD) - Mailly-le-Camp
- 12e régiment de cuirassiers (12e RC) - Olivet
- 501e régiment de chars de combat (501e RCC) - Mourmelon

#### Troupes de montagne
- 4e régiment de chasseurs (4e RCh) - Gap

#### Parachutistes
- 1er régiment de hussards parachutistes (1er RHP) - Tarbes
- 13e régiment de dragons parachutistes (13e RDP) - Martignas-sur-Jalle, régiment de renseignement humain des forces spéciales

#### Troupes de marine
- 1er régiment d'infanterie de marine (1er RIMa) - Angoulême, régiment de cavalerie légère blindée depuis 1987
- Régiment d'infanterie chars de marine (RICM) - Poitiers

#### Légion étrangère
- 1er régiment étranger de cavalerie (1er REC) - Carpiagne

### Artillerie
- 1er régiment d'artillerie (1er RA) - Bourogne

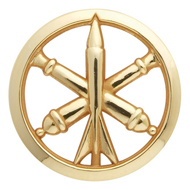
Insigne de béret de l’artillerie.

- 28e groupe géographique (28e GG) - Haguenau, héritier du 28e régiment d'artillerie
- 40e régiment d'artillerie (40e RA) - Suippes
- 54e régiment d'artillerie (54e RA) - Hyères
- 61e régiment d'artillerie (61e RA) - Chaumont, régiment de drones
- 68e régiment d'artillerie d'Afrique (68e RAA) - Camp de la Valbonne

#### Troupes de Montagne
- 93e régiment d'artillerie de montagne (93e RAM) - Varces-Allières-et-Risset

#### Parachutistes
- 35e régiment d'artillerie parachutiste (35e RAP) - Tarbes

#### Troupes de marine
- 3e régiment d'artillerie de marine (3e RAMa) - Canjuers
- 11e régiment d'artillerie de marine (11e RAMa) - Saint-Aubin-du-Cormier

### Transmissions

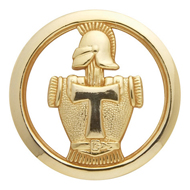
Insigne de béret des transmissions.

- 8e régiment de transmissions (8e RT) - Suresnes, intégré à la Direction interarmées des réseaux d'infrastructure et des systèmes d'information sous le nom de DIRISI Ile-de-France/8e RT
- 28e régiment de transmissions (28e RT) - Issoire
- 40e régiment de transmissions (40e RT) - Thionville et Hettange-Grande
- 41e régiment de transmissions (41e RT) - Douai
- 43e régiment de transmissions (43e RT) - Orléans, intégré à la Direction interarmées des réseaux d'infrastructure et des systèmes d'information sous le nom de Centre national de soutien opérationnel/43e RT
- 44e régiment de transmissions (44e RT) - Mutzig
- 48e régiment de transmissions (48e RT) - Agen
- 53e régiment de transmissions (53e RT) - Lunéville et Chenevières
- 54e régiment de transmissions (54e RT) - Haguenau, régiment de guerre électronique tactique
- Régiment de cyberdéfense (Cyber) - Saint-Jacques-de-la-Lande
- 2e compagnie de commandement et de transmissions blindée (2e CCTB) - Illkirch-Graffenstaden
- 4e compagnie de commandement de transmissions et soutien d'aérocombat (4e CCTSA) - Clermont-Ferrand
- 7e compagnie de commandement et de transmissions blindée (7e CCTB) - Besançon
- 121e compagnie de transmissions (121e CT) - Cesson-Sévigné
- 712e compagnie de transmissions (712e CT) - Camp de Souge
- 785e compagnie de guerre électronique (785e CGE) - Saint-Jacques-de-la-Lande

#### Troupes de marine
- 6e compagnie de commandement et de transmissions de marine (6e CCTMa) - Nîmes
- 9e compagnie de commandement et de transmissions de marine (9e CCTMa) - Poitiers

#### Troupes de Montagne
- 27e compagnie de commandement et de transmissions de montagne (27e CCTM) - Varces-Allières-et-Risset

#### Troupes parachutistes
- 11e compagnie de commandement et de transmissions parachutiste (11e CCTP) - Balma
- Compagnie de commandement et de transmissions des forces spéciales (CCTFS) - Pau-Uzein

### Génie
- 3e régiment du génie (3e RG) - Charleville-Mézières
- 6e régiment du génie (6e RG) - Angers, assimilé troupes de marine
- 13e régiment du génie (13e RG) - Valdahon
- 19e régiment du génie (19e RG) - Besançon (portion centrale), détachements à Mourmelon et Canjuers
- 25e régiment du génie de l'air (25e RGA) - Istres (portion centrale), détachements à Mont-de-Marsan et Avord
- 31e régiment du génie (31e RG) - Castelsarrasin

Parachutistes :
- 17e régiment du génie parachutiste (17e RGP) - Montauban

#### Légion étrangère
- 1er régiment étranger de génie (1er REG) - Laudun
- 2e régiment étranger de génie (2e REG) - Saint-Christol

### Aviation légère de l'Armée de terre(ALAT)
- 1er régiment d'hélicoptères de combat (1er RHC) - Phalsbourg
- 3e régiment d'hélicoptères de combat (3e RHC) - Étain

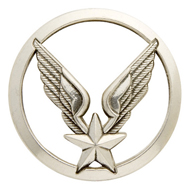
Insigne de béret de l'ALAT.

- 4e régiment d'hélicoptères des forces spéciales (4e RHFS) - Pau-Uzein
- 5e régiment d'hélicoptères de combat (5e RHC) - Pau-Uzein
- Détachement avions de l'Armée de terre (DAAT) - Saint-Jacques-de-la-Lande

### Train
- 121e régiment du train (121e RT) - Montlhéry
- 503e régiment du train (503e RT) - Nîmes
- 511e régiment du train (511e RT) - Auxonne
- 515e régiment du train (515e RT) - Angoulême
- 516e régiment du train (516e RT) - Toul

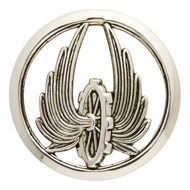
Insigne de béret du Train.

- 519e régiment du train (519e RT) - Toulon et détachement à La Rochelle
- Bataillon de commandement et de soutien de la brigade franco-allemande (BCS) - Müllheim (Allemagne), drapeau et traditions du 14e régiment de commandement et de soutien

Parachutistes :
- 1er régiment du train parachutiste (1er RTP) - Cugnaux
- 14e régiment d'infanterie et de logistique parachutiste (14e RILP) - Toulouse, également héritier du régiment de soutien du combattant.

### Matériel

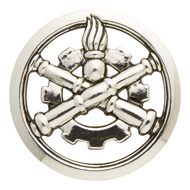
Insigne de béret du matériel.

- 2e régiment du matériel (2e RMAT) - Bruz (portion centrale) et détachements à Poitiers et Saint-Jacques-de-la-Lande
- 4e régiment du matériel (4e RMAT) - Nîmes (portion centrale) et détachements à Canjuers, Draguignan et Miramas
- 6e régiment du matériel (6e RMAT) - Besançon (portion centrale) et détachements à Gresswiller et Woippy
- 7e régiment du matériel (7e RMAT) - Lyon (portion centrale) et détachement à Varces, faisant partie des troupes de montagne
- 8e régiment du matériel (8e RMAT) - Mourmelon  (portion centrale) et détachement à Versailles
- 9e régiment de soutien aéromobile (9e RSAM) - Montauban
- 12e base de soutien du matériel (12e BSMAT) - Neuvy-Pailloux  (portion centrale) et détachements à Douai et Gien
- 13e base de soutien du matériel (13e BSMAT) - Clermont-Ferrand  (portion centrale) et détachements à Moulins (Allier), Saint-Astier et Tulle
- 14e base de soutien du matériel (14e BSMAT) - Nouâtre (portion centrale) et détachements à Bruz et Poitiers

Parachutistes :
- 3e régiment du matériel (3e RMAT) - Muret (portion centrale) et détachements à Montauban et Vayres

### Santé

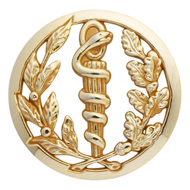
Insigne de béret du RMed.

- Régiment médical (RMed) - Camp de La Valbonne

### Renseignement
- Centre du renseignement terre (CRT) - Strasbourg, drapeau et traditions du 8e régiment de hussards

### Réserve opérationnelle

#### Gouverneur militaire de Paris
- 24e régiment d'infanterie (24e RI) - Versailles

#### Commandement des actions dans la profondeur et du renseignement(CAPR)
- Bataillon de renseignement de réservistes spécialistes (B2RS) - Strasbourg, Paris, Toulouse

#### 27ebrigade d'infanterie de montagne(27eBIM)
- Bataillon de réserve des Alpes - Varces

#### 6ebrigadelégère blindée(6eBLB)
- Bataillon de marche de la 6e BLB - Nîmes

### Divers
- Centre expert ressources humaines et solde - Nancy
- Centre interarmées des actions sur l'environnement (CIAE) - Lyon
- Centre des transports et transits de surface (CTTS) - Ollainville
- Délégation aux réserves de l'Armée de terre (DRAT) - Paris
- État-major spécialisé pour l’outre-mer et l’étranger (EMSOME) - Paris
- Section technique de l'Armée de terre (STAT) - Versailles
  - Groupement aéromobilité de la Section technique de l'Armée de terre (GAMSTAT) - Valence-Chabeuil, drapeau et traditions du 7e régiment d'hélicoptères de combat

#### Recrutement
- Groupement de recrutement et de sélection Île-de-France et outre-mer (GRS ID OM) - Paris, drapeau et traditions du 8e bataillon de chasseurs à pied
- Groupement de recrutement et de sélection Nord-Est (GRS NE) - Vandœuvre-lès-Nancy, drapeau et traditions du 8e régiment d'artillerie
- Groupement de recrutement et de sélection Nord-Ouest (GRS NO) - Saint-Jacques-de-la-Lande, drapeau et traditions du  41e régiment d'infanterie
- Groupement de recrutement et de sélection Sud-Est (GRS SE) - Lyon, drapeau et traditions du  99e régiment d'infanterie
- Groupement de recrutement et de sélection Sud-Ouest (GRS SO) - Bordeaux, drapeau et traditions du 7e régiment d'infanterie de marine
- Groupement du recrutement de la Légion étrangère (GRLE) - Fontenay-sous-Bois, drapeau et traditions du 11e régiment étranger d'infanterie

### Service militaire volontaire
- 1er régiment du service militaire volontaire (1er RSMV) - Montigny-lès-Metz, drapeau et traditions du 2e régiment du génie
- 2e régiment du service militaire volontaire (2e RSMV) - Brétigny-sur-Orge, drapeau et traditions du 10e régiment d'artillerie de marine
- 3e régiment du service militaire volontaire (3e RSMV) - La Rochelle, drapeau et traditions du 57e régiment d'infanterie
- Antenne du service militaire volontaire - Châlons-en-Champagne

## Les régiments d'entraînement et de formation et les écoles

### Les régiments et groupements d'instruction
- 1er groupement d'instruction de la brigade de maintenance (1er GI BMAINT) - Camp des Garrigues
- 1er groupement d'instruction des troupes de marine (1er GITdM) - Coëtquidan
- 4e groupement d'instruction des troupes de marine (4e GITdM) - Fréjus
- 6e groupement d'instruction de montagne (6e GIM) - Gap
- 7e groupement d'instruction blindé (7e GIB) - Valdahon
- 11e régiment parachutiste d'instruction et d'entraînement (11e RPIE) - Caylus
- 12e groupement d'instruction (12e GI) - Bitche
- 18e régiment d'instruction des transmissions (18e RIT) - Dieuze
- 15e groupement d'instruction de la logistique (15e GIL) - Montlhéry
- 22e groupement d'instruction des troupes de marine (22e GITdM) - Angoulême
- 151e groupement d'instruction (151e GI) - Thierville-sur-Meuse

### Les régiments et centres d’entraînement
- 1er régiment de chasseurs d'Afrique (1er RCA) - Canjuers
- 1er bataillon de chasseurs à pied (1er BCP) - Camp de Mailly
- 1er régiment de choc (1er choc) - Mont-Louis
- 4e régiment étranger (4e RE) - Castelnaudary
- 17e régiment d'artillerie (17e RA) - Biscarrosse
- 51e régiment d'infanterie (51e RI) - Mourmelon
- 94e régiment d'infanterie (94e RI) - Camp de Sissonne
- Centre d’entraînement et de contrôle des postes de commandements (CECPC) - Camp de Mailly, drapeau et traditions du 3e régiment d'artillerie
- Centre d'entraînement de l'infanterie au tir opérationnel (CEITO) - Canjuers
- Groupement d'aguerrissement en montagne (GAM) - Modane
- Camp de La Courtine, drapeau et traditions du 20e régiment d’infanterie

### Les écoles
- Centre de doctrine et d'enseignement au commandement (CDEC) - Paris
- École de l'aviation légère de l'Armée de terre (EALAT)
  - base école Général Lejay (BEGL) - Le Cannet-des-Maures
  - base école Général Navelet (BEGN) - Dax
  - École franco-allemande de formation des équipages Tigre (EFA Tigre) - Le Cannet-des-Maures
  - Centre de formation inter-armées NH90 (CFIA NH90) - Le Cannet-des-Maures
  - Centre de formation franco-allemand pour le personnel technico-logistique Tigre (CFA PTL) - Fassberg (Allemagne)
- École du génie (EG) - Angers
- Écoles militaires de Bourges (EMB)
  - École du matériel (ECOMAT) - Bourges
  - École du train et de la logistique opérationnelle (ETLO) - Bourges
- Écoles militaires de Draguignan (EMD)
  - École de l'infanterie (EI) - Draguignan
  - École de l'artillerie (EA) - Draguignan
- Écoles militaires de Saumur (EMS)
  - École de cavalerie (EC) - Saumur
  - École d'état-major (EEM) - Saumur
  - Centre d'enseignement et d’entraînement du renseignement de l'Armée de terre (CEERAT) - Saumur
  - Centre interarmées de la défense NRBC (CIA NRBC) - Saumur
- École militaire de haute montagne (EMHM) - Chamonix-Mont-Blanc
- École des troupes aéroportées (ETAP) - Pau
- École nationale des sous-officiers d'active (ENSOA) - Saint-Maixent-l'École
- Académie militaire de Saint-Cyr Coëtquidan (AMSCC) - Coëtquidan
- École polytechnique (X) - Palaiseau
- École des transmissions (ETRS) - Cesson-Sévigné
- Académie des forces spéciales - Pau

### Les lycées militaires
- Lycée militaire d'Aix-en-Provence - Aix-en-Provence
- Lycée militaire d'Autun - Autun
- Lycée militaire de Saint-Cyr - Versailles
- Prytanée national militaire - La Flèche

## Formations placées pour emploi auprès d’une autorité extérieure au ministère des Armées

### Ministère de l’Intérieur-Sécurité civile
- Brigade de sapeurs-pompiers de Paris (BSPP) - Paris
- Brigade militaire de la sécurité civile (BMSC) - Paris
- 1er régiment d'instruction et d'intervention de la sécurité civile (1er RIISC) - Nogent-le-Rotrou
- 4e régiment d'instruction et d'intervention de la sécurité civile (4e RIISC) - Libourne
- Unité d'instruction et d'intervention de la sécurité civile n°5 (UIISC 5) - Corte
- 7e régiment d'instruction et d'intervention de la sécurité civile  (7e RIISC) - Brignoles

### Ministère des Outre-mer-Service militaire adapté
- Commandement du service militaire adapté - Paris
- Détachement du service militaire adapté - Périgueux
- Régiment du service militaire adapté de la Martinique (1er RSMA ou RSMA-M) - Martinique
- Régiment du service militaire adapté de la Guadeloupe (2e RSMA ou RSMA-Ga) - Guadeloupe
- Régiment du Service Militaire Adapté de la Guyane (3e RSMA ou RSMA-G) - Guyane
- Régiment de service militaire adapté de La Réunion (4e RSMA ou RSMA-R) - La Réunion
- Régiment du service militaire adapté de Nouvelle-Calédonie (RSMA-NC) - Nouvelle-Calédonie
- Régiment du service militaire adapté de Polynésie française (RSMA-PF) - Polynésie française
- Régiment du service militaire adapté de Mayotte (RSMA-MY) - Mayotte